# Momo Čolaković
Momo Čolaković (en serbe cyrillique : Момо Чолаковић), né le 8 mai 1940 à Ponikvica, est un homme politique serbe. Il est vice-président du Parti des retraités unis de Serbie (PUPS) et député du PUPS à l'Assemblée nationale de la république de Serbie de 2008 à 2020, puis à l'Assemblée de Voïvodine de 2020 à 2024.

## Parcours
Momo Čolaković naît le 8 mai 1940 à Ponikvica, près de Nikšić. En 1945, sa famille s'installe à Vrbas, dans la province de Voïvodine. Après des études à l'École supérieure d'économie et de commerce de Novi Sad, il travaille dans une usine de meubles à Vrbas. Sa carrière professionnelle est marquée par le syndicalisme ; à partir de 1990, pendant 8 ans, il est président de l'Union des syndicats indépendants de Yougoslavie (en serbe : Savez samostalnih sindikata Jugoslavije). En 2004, il termine sa carrière à la Vojvođanska banka, où il a travaillé pendant onze ans.
Sur le plan politique, Momo Čolaković est membre du Parti communiste de Serbie et de la Ligue des communistes de Yougoslavie (SKJ) de 1957 à 1990. Après la chute du SKJ, il n'est s'inscrit à aucun parti avant de devenir, en 2005, membre du Parti des retraités unis de Serbie (PUPS), qui vient d'être créé. 
Aux élections législatives anticipées du 11 mai 2008, Momo Čolaković figure sur liste de la coalition constituée par le Parti socialiste de Serbie (SPS), le PUPS et Serbie unie (JS). La coalition obtient 313 896 voix, soit 7,58 % des suffrages, et envoie 20 représentants à l'Assemblée nationale de la république de Serbie, dont 5 pour le PUPS ; Momo Čolaković est élu député et devient président du groupe parlementaire du PUPS.
Lors des élections législatives du 6 mai 2012, il figure sur la liste de la coalition emmenée par Ivica Dačić et notamment constituée du Parti socialiste de Serbie, du Parti des retraités unis de Serbie et de Serbie unie, ce qui lui vaut de retrouver son siège à l'assemblée.
À l'Assemblée, il participe aux travaux de la Commission des affaires administratives et budétaires, des mandats et de l'immunité et de la Commission des finances, du budget de l'État et du contrôle des dépenses publiques. Il est également président de la délégation serbe à l'Assemblée parlementaire de la Méditerranée.
En 2020, il est élu député à l'Assemblée de Voïvodine. Le 6 novembre 2023, il est élu président de cette assemblée. Il ne se représente pas lors des élections provinciales de 2023.

## Vie privée
Momo Čolaković vit à Novi Sad. Il est père de deux enfants et a quatre petits-enfants.
Il a été président de la Fédération de Voïvodine de football et vice-président de la Fédération de Serbie de football.